# Euxoa radiata
Euxoa radiata là một loài bướm đêm trong họ Noctuidae.